# Liste der Bischöfe von Telese o Cerreto Sannita
Die folgenden Personen waren Bischöfe von Telese o Cerreto Sannita, dem heutigen Bistum Cerreto Sannita-Telese-Sant’Agata de’ Goti, in Italien:
- Florenzio (465)
- Agnello (487)
- Menna (601)
- Heiliger Palerio (850)
- Arnaldo (um 1068)
- Gilbert (bis 1075)
- Tommaso I. (um 1095)
- Pietro (1178–1189)
- Luciano (um 1214)
- Raone (1240–1286)
- Salerno (1286–1296)[1]
- Azone (1296–1325)
- Riso (1326–1329)
- Tommaso II. (1329–1340)
- Tommaso III. (1340) (Elekt)
- Matteo di Acquaputida (1345–1348)
- Domenico (1348–1353)
- Giacomo I. da Cerreto (1353–1372)
- Giacomo II. (1372–1398)
- Clemente (1400–1413)
- Marcuzio Brancia (1413–1453)
- Fernando Gimel de Urrea (1453–1458)
- Niccolò Mascambruno (1459–1464)
- Matteo del Giudice (1464–1480)
- Troilo Agnese (1480–1487)
- Pietro Palagario (1487–1505)
- Andrea Riccio (1505–1515)
- Luigi Borgia di Aragona (1515)
- Biagio Caropipe (1515–1524)
- Gregorio Perusco (1524–1525)
- Mauro del Prete (1525–1533)
- Sebastiano de Bonfiglioli (1533–1540)
- Alberico Giaquinto (1540–1548)
- Giovanni Beroaldo (1548–1556) (auch Bischof von Sant’Agata de’ Goti)
- Angelo Massarello (1556–1566)
- Cherubino Lavosio (1566–1577)
- Annibale Cataneo o Cotugno (1577–1584)
- Juan Esteban de Urbieta, O.P. (1584–1586)
- Cesare Bellocchi (1587–1595)
- Eugenio Savino (1596–1604)
- Placido de Faba (1604–1605)
- Eugenio Cattaneo (1606–1608)
- Giovanni Francesco Leone (1608–1613)
- Sigismondo Gambacorta (1613–1636)
- Pietro Paolo de’ Rustici (1637–1643)
- Pietro Marioni (1644–1659)
- Pier Francesco Moja (1659–1674)
- Domenico Cito (1675–1683)
- Giovanni Battista de Bellis (1684–1693)
- Biagio Gambaro (1693–1721)
- Francesco Baccari (1721–1736)
- Antonio Falangola (1736–1747)
- Filippo Gentile (1747–1771)
- Filiberto Pascale (1771–1787)
- Vincenzo Lupoli (1791–1800)
- Raffaele Longobardi (1818–1823)
- Giovanni Battista de Martino (1824–1826)
- Carlo Puoti (1826–1847)
- Gennaro de Giacomo (1848–1852)
- Luigi Sodo (1853–1895)
- Angelo Michele Jannacchino (1895–1918)
- Giuseppe Signore (1918–1928)
- Salvatore Del Bene (1928–1957)
- Felice Leonardo (1957–1991)
- Mario Paciello (1991–1997)
- Michele De Rosa (1998–2016)
- Domenico Battaglia (2016–2020), dann Erzbischof von Neapel
- Giuseppe Mazzafaro (seit 2021)